# مکس بارنوفسکی
مکس بارنوفسکی (انگلیسی: Max Barnofsky؛ زادهٔ ۵ مارس ۱۹۹۵) بازیکن فوتبال اهل آلمان است.
از باشگاه‌هایی که در آن بازی کرده‌است می‌توان به باشگاه فوتبال هالشر اشاره کرد.